# 箪笥町
箪笥町（たんすまち・ちょう）は、江戸幕府において武具を掌った箪笥奉行に由来する町名。江戸時代は御箪笥町と呼ばれた。
1. 下谷箪笥町 - 東京都台東区根岸三丁目の一部。
2. 麻布箪笥町 - 港区六本木の一部。
3. 四谷箪笥町 - 新宿区四谷三栄町の一部。
4. 牛込箪笥町 - 新宿区箪笥町。本項目で記述。

箪笥町（たんすちょう）は、東京都新宿区の町名。「丁目」の設定のない単独町名である。住居表示未実施。「箪」の字は、正式には正字の「簞」であり、「単」の部分が旧漢字の「單」となっている。

## 概要
新宿区の北東部に位置し、新宿区北東部の牛込地域の行政施設が集中する町である。西部・北西部は横寺町に接する。北部は、岩戸町に接する。南東部は、北町・細工町にそれぞれ接する。南西部は、北山伏町に接する（地名はいずれも新宿区）。
地域中央部付近を大久保通りが通っている。大久保通り沿いを中心にビルやマンション、商店が並んでいる。道路から離れると住宅も見られる。町内に箪笥区民センター・箪笥地域センター・箪笥町特別出張所の入った施設がある。また、そこには、ホールもある。

## 交通
地域南西部付近には、南北に牛込中央通りが通っている。2000年（平成12年）には大久保通り下に都営地下鉄大江戸線牛込神楽坂駅ができた。A1出口は、箪笥町特別出張所にできた。
大久保通り沿いには都営バスの「牛込神楽坂駅前」停留所があり、飯62系統（小滝橋車庫行き／都営飯田橋駅行き）が運行される。都営大江戸線開業前は秋76系統（新宿車庫〜飯田橋終点・秋葉原駅）が運行されており、そこの頃は現在の「牛込神楽坂駅前」と同じ場所に「神楽坂」停留所があった。

## 歴史

### 地名の由来
江戸時代、箪笥町の辺りには、幕府の武器をつかさどる具足奉行・弓矢鑓奉行組同心の拝領屋敷があった。幕府の武器を総称して、「箪笥」と呼んだことから、正徳3年（1713年）、町奉行支配となった際、町が起立し、牛込御箪笥町となった。明治維新後、「御」が取れ牛込箪笥町となり、その後、冠称の「牛込」がとれ、現在の箪笥町という名前に至った。
旧牛込区役所が同町に存在した。牛込箪笥区民センターは牛込区役所の名残である。

## 世帯数と人口
2025年（令和7年）3月1日現在（新宿区発表）の世帯数と人口は以下の通りである。
- 世帯数 : 477世帯
- 人口 : 673人

### 人口の変遷
国勢調査による人口の推移。
| 年                 | 人口 |
| ------------------ | ---- |
| 1995年（平成7年）  | 276  |
| 2000年（平成12年） | 302  |
| 2005年（平成17年） | 306  |
| 2010年（平成22年） | 579  |
| 2015年（平成27年） | 686  |
| 2020年（令和2年）  | 649  |

### 世帯数の変遷
国勢調査による世帯数の推移。
| 年                 | 世帯数 |
| ------------------ | ------ |
| 1995年（平成7年）  | 141    |
| 2000年（平成12年） | 190    |
| 2005年（平成17年） | 198    |
| 2010年（平成22年） | 398    |
| 2015年（平成27年） | 493    |
| 2020年（令和2年）  | 460    |

## 学区
区立小・中学校に通う場合、学区は以下の通りとなる（2018年8月時点）。
- 区域 : 全域
  - 小学校 : 新宿区立愛日小学校
  - 中学校 : 新宿区立牛込第三中学校

## 事業所
2021年（令和3年）現在の経済センサス調査による事業所数と従業員数は以下の通りである。
- 事業所数 : 77事業所
- 従業員数 : 1,125人

### 事業者数の変遷
経済センサスによる事業所数の推移。
| 年                 | 事業者数 |
| ------------------ | -------- |
| 2016年（平成28年） | 68       |
| 2021年（令和3年）  | 77       |

### 従業員数の変遷
経済センサスによる従業員数の推移。
| 年                 | 従業員数 |
| ------------------ | -------- |
| 2016年（平成28年） | 1,393    |
| 2021年（令和3年）  | 1,125    |

## 施設
- 新宿区牛込箪笥区民センター
  - 箪笥町特別出張所
  - 牛込箪笥地域センター
  - 牛込箪笥区民ホール
- タリーズコーヒージャパン 本社
- キッチンコート 神楽坂店（京王ストア）
- 神楽坂霊園
- セブン-イレブン 牛込北町店

## その他

### 日本郵便
- 郵便番号 : 162-0833[3]（集配局 : 牛込郵便局[16]）。